# Gusenburg
Gusenburg ist eine Ortsgemeinde im Landkreis Trier-Saarburg in Rheinland-Pfalz. Sie gehört der Verbandsgemeinde Hermeskeil an.

## Geographie
Gusenburg liegt im Schwarzwälder Hochwald, der Teil des Naturparks Saar-Hunsrück ist.
Nachbarorte von Gusenburg sind die Stadt Hermeskeil im Nordosten, die bereits zum Saarland gehörende Gemeinde Nonnweiler im Südosten sowie die Ortsgemeinden Grimburg im Südwesten und Reinsfeld im Nordwesten.

## Geschichte
Gusenburg findet erstmals 1455 als Goishenberg urkundliche Erwähnung. Als erst in der Franzosenzeit eigenständig gewordene Gemeinde kam Gusenburg in dieser Zeit zur Mairie und zum Kanton Hermeskeil im Arrondissement Birkenfeld des Saardepartements. Nach der Niederlage Napoleons fiel Gusenburg 1815 an Preußen und wurde als Teil der Bürgermeisterei Hermeskeil in den 1816 gebildeten Landkreis Trier eingegliedert.
Als Folge des Ersten Weltkriegs war die gesamte Region dem französischen Abschnitt der Alliierten Rheinlandbesetzung zugeordnet. Nach dem Zweiten Weltkrieg wurde Gusenburg innerhalb der französischen Besatzungszone Teil des damals neu gebildeten Landes Rheinland-Pfalz.
Bevölkerungsentwicklung
Die Entwicklung der Einwohnerzahl von Gusenburg, die Werte von 1871 bis 1987 beruhen auf Volkszählungen:
| Jahr | Einwohner |
| 1815 | 248       |
| 1835 | 359       |
| 1871 | 413       |
| 1905 | 496       |
| 1939 | 735       |
| 1950 | 770       |

| Jahr | Einwohner |
| 1961 | 869       |
| 1970 | 966       |
| 1987 | 1.121     |
| 1997 | 1.175     |
| 2005 | 1.164     |
| 2023 | 1.114     |

## Politik

### Gemeinderat
Der Ortsgemeinderat in Gusenburg besteht aus 16 Ratsmitgliedern, die bei der Kommunalwahl am 9. Juni 2024 in einer Mehrheitswahl gewählt wurden, und dem ehrenamtlichen Ortsbürgermeister als Vorsitzendem.
Die Sitzverteilung im Ortsgemeinderat:
| Wahl | CDU               | WGR               | Gesamt   |
| ---- | ----------------- | ----------------- | -------- |
| 2024 | per Mehrheitswahl | per Mehrheitswahl | 16 Sitze |
| 2019 | per Mehrheitswahl | per Mehrheitswahl | 16 Sitze |
| 2014 | 6                 | 10                | 16 Sitze |
| 2009 | 5                 | 11                | 16 Sitze |
| 2004 | per Mehrheitswahl | per Mehrheitswahl | 16 Sitze |

### Bürgermeister
Siegfried Joram (CDU) wurde am 4. Juli 2019 Ortsbürgermeister von Gusenburg. Bei der Direktwahl am 26. Mai 2019 war er mit einem Stimmenanteil von 67,53 % gewählt worden. Bei der Direktwahl am 9. Juni 2024 wurde er als einziger Bewerber mit 75,0 % für weitere fünf Jahre in seinem Amt bestätigt.
Liste der Bürgermeister (seit 1887)
- 1887–1910: Nikolaus Becker
- 1910–1914: Nikolaus Klauck
- 1914–1918: Johannes Knippel
- 1918–1922: Nikolaus Jakobs
- 1922–1930: Nikolaus Backes
- 1930–1933: Adam Anton
- 1933–1945: Karl Backes
- 1945–1946: Michael Becker
- 1946–1948: Franz Klauck
- 1948–1964: Peter Koch
- 1964–1979: Jakob Becker
- 1979–1989: Alois Barthen
- 1989–1994: Alfons Becker
- 1994–1997: Alois Barthen
- 1998–2009: Heinz Schuh
- 2009–2019: Josef Barthen
- seit 2019: 0 Siegfried Joram

### Wappen
Das rote Balkenkreuz in Silber im Schildhaupt weist auf die jahrhundertelange Zugehörigkeit zum Kurfürstentum Trier hin.
Die rote Schildfarbe bezieht sich auf die Gusenburger Distrikte „Gertenbüsch“ (auch genannt „Roter Hof“), „Rotenborn“, „Roter Berg“ und „Rote Flur“, die wegen ihres eisenhaltigen, rötlichen Bodens ihren Namen erhielten. Der silberne Römerkrug im Wappen bezieht sich auf den Fund von Ziegeln und Tongefäßen aus der Römerzeit bei Ausgrabungen der römischen Tempelanlage im Jahre 1881. Die beiden silbernen Gebirgsschuhnägel sollen an die letzte Nagelschmiede in Gusenburg und zugleich im Hunsrück, die 1950 ihre Tätigkeit einstellte, erinnern.
Die Gemeindevertretung hat am 1. September 1968 beschlossen, dieses Wappen einzuführen. Am 5. Januar 1972 wurde das Wappen vom Staatsarchiv Koblenz gutgeheißen.

## Bildungseinrichtungen
In Gusenburg gibt es eine Grundschule sowie einen Kindergarten.

### Kindergarten
Der Kindergarten in Gusenburg besteht seit 1975. Besonderheit des Kindergartens ist ein ca. 2800 m2 großer Naturspielplatz.

### Grundschule
Die Grundschule Gusenburg ging 1973 aus der Katholischen Volksschule Gusenburg hervor. Sie ist eine einzügige Grundschule mit Jahrgangsklassen von 1 bis 4.

## Kultur und Denkmäler

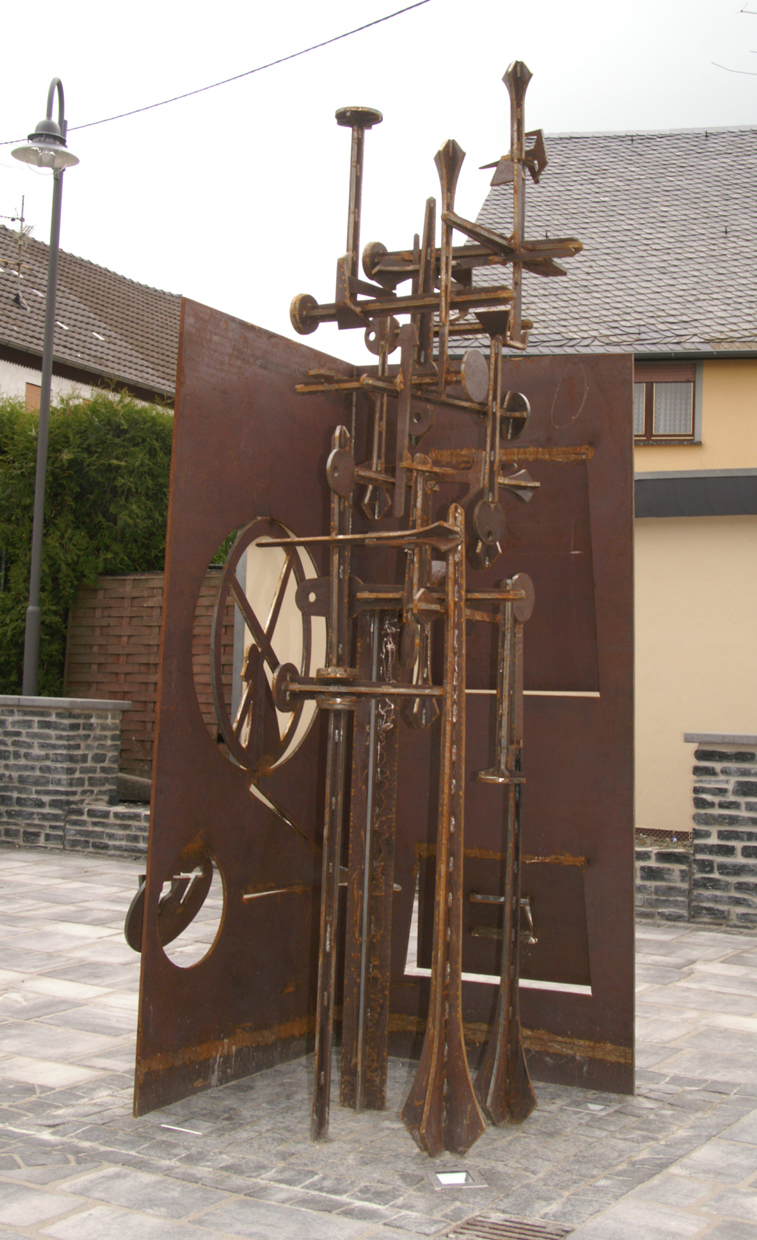
Denkmal auf dem Dorfplatz

### Nagelschmiedendenkmal
Am 30. April 2009 wurde auf dem neugestalteten Dorfplatz an der Hauptstraße das Nagelschmiedendenkmal eingeweiht, das an das bis 1950 in Gusenburg weit verbreitete Nagelschmiedenhandwerk erinnern soll. Das Denkmal wurde vom Künstler Werner Bitzigeio aus Winterspelt erschaffen. Unter anderem erkennt man ein Laufrad, in dem ein Hund einen Blasebalg antreibt, die verschiedenen Nagelarten und den typischen Nagelamboss.

### Römische Tempelanlage
Nach den ersten Funden von mehreren Terrakottenköpfen im Jahre 1885 wurden im Zeitraum vom 11. September bis zum 3. Oktober 1891 auf dem Distrikt „Gertenbüsch“ Ausgrabungen durchgeführt. Die Fundstelle ist von einer Temenosmauer umgrenzt, die eine Fläche von 57,15 m Breite und 65,34 m Länge einschließt. Etwa in der Mitte befand sich 34,30 m vor der westlichen Abschlussmauer ein Gallo-römischer Umgangstempel, dessen Cella 8,20 m lang und 7,55 m breit war.

### Katholische Pfarrkirche

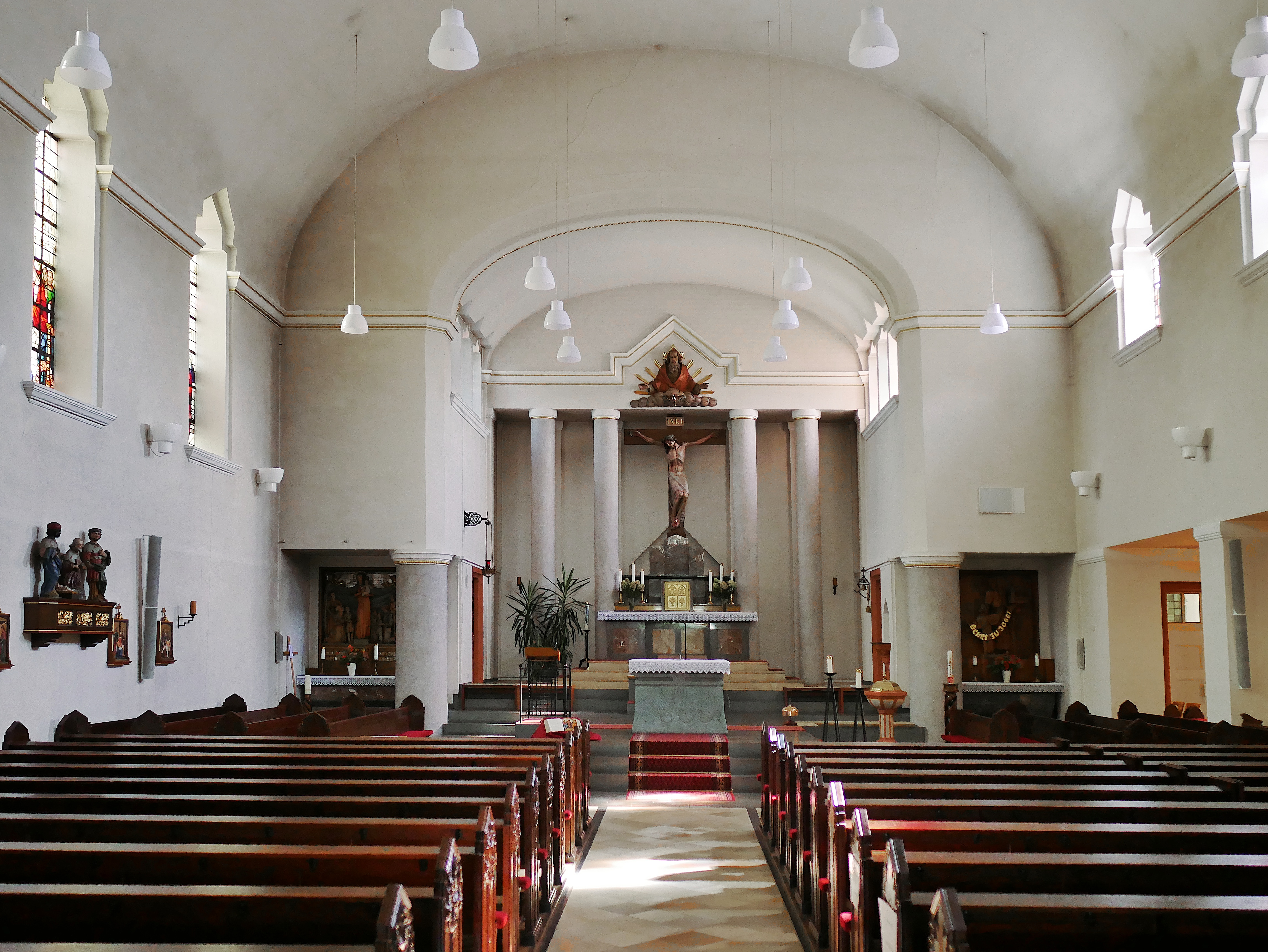
Kath. Pfarrkirche

Die heutige Pfarrkirche mit dem Patrozinium „Erscheinung des Herrn“ wurde in den Jahren 1927/28 erbaut. Sie wurde an der gleichen Stelle der 1777 errichteten Kirche gebaut. Die alte Kirche mit den Innenmaßen 10 × 16 m war wegen des in Mitte des 19. Jahrhunderts einsetzenden Bevölkerungszuwachses zu klein geworden. Pläne zur Erweiterung der alten Kirche wurden nicht realisiert, weil das Mauerwerk schadhaft war und dieses nur mit hohen Kosten zu erhalten sei. Die alte Kirche war nach Nordosten ausgerichtet.
Die 1927/1928 nach Plänen des Mainzer Architekten Anton Falkowski erbaute Kirche ist eine auf zwei Schiffe reduzierte Basilika.
Mit ihrer Längsseite und dem rechtwinklig ansetzendem Pfarrhaus begrenzt sie einen zur Straße hin offenen Platz, auf dem ein Kriegerdenkmal steht. Rückseitig schließt sich der Friedhof an.
Hauptschiff und Chor haben Tonnengewölbe. Das sich in einer Pfeilerkolonnade öffnende Seitenschiff wird optisch in den Chor hineingezogen und leitet zur Säulenkolonnade am Chorhaupt über. Darin ist der Kreuzaltar eingestellt, der oberhalb durch ein Relief zur Dreifaltigkeitsdarstellung ergänzt wird. Am Marmoraltar stehen barocke Figuren der heiligen drei Könige vom Hochaltar der Vorgängerkirche, die 1777 an gleicher Stelle erbaut wurde. Die Nebenaltäre sind schlicht gehalten:
- Hl. Theresia vom Kinde Jesu (1929)
- Marienaltar (1930)
- Kriegergedächtnisgruppe (1950)
- Hl. Antonius (1953)
- Fatima-Madonna (1953)
- Josefsaltar (1956)

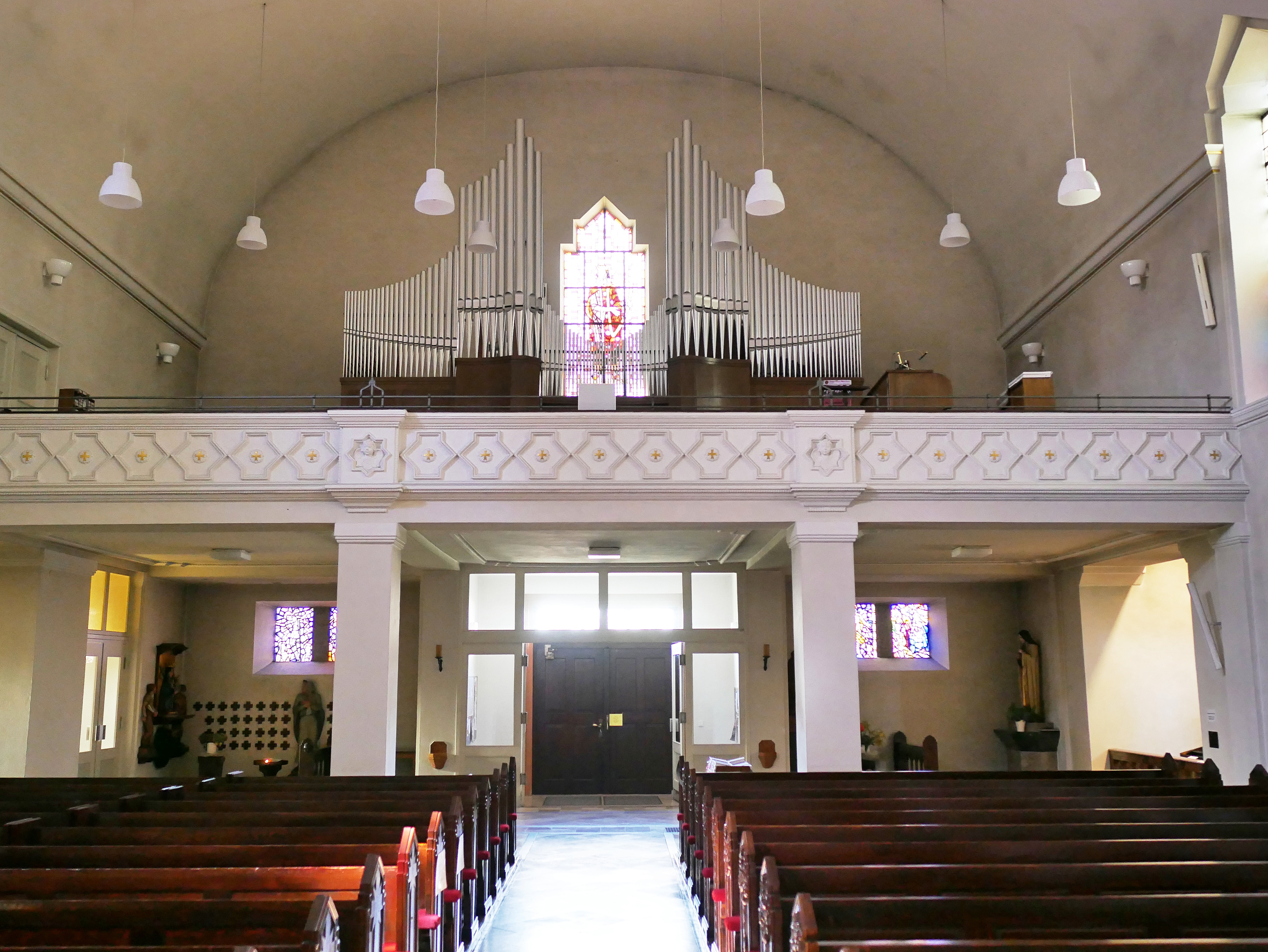
Orgel

Die zweimanualige Orgel mit 15 klingenden Registern stammt aus den Jahren 1951 und 1955. Die Kirche besitzt vier Glocken:
| Schlaghöhe | Patron               | Masse   | Jahr |
| e1         | St. Cornelius        | 345 kg  | 1928 |
| g1         | Maria Himmelskönigin | 506 kg  | 1948 |
| a1         | Hl. Michael          | 700 kg  | 1957 |
| c2         | Christkönig          | 1200 kg | 1957 |

Das ursprüngliche harmonische Geläut (es1 g1 b1 c2, Salve-Regina-Thema) wurde durch Ablieferung der drei großen Glocken im Zweiten Weltkrieg zerstört.

### Kapellen
In und um Gusenburg gibt es zwei Kapellen, die Großmann- und die Grenderichkapelle.

#### Großmann-Kapelle

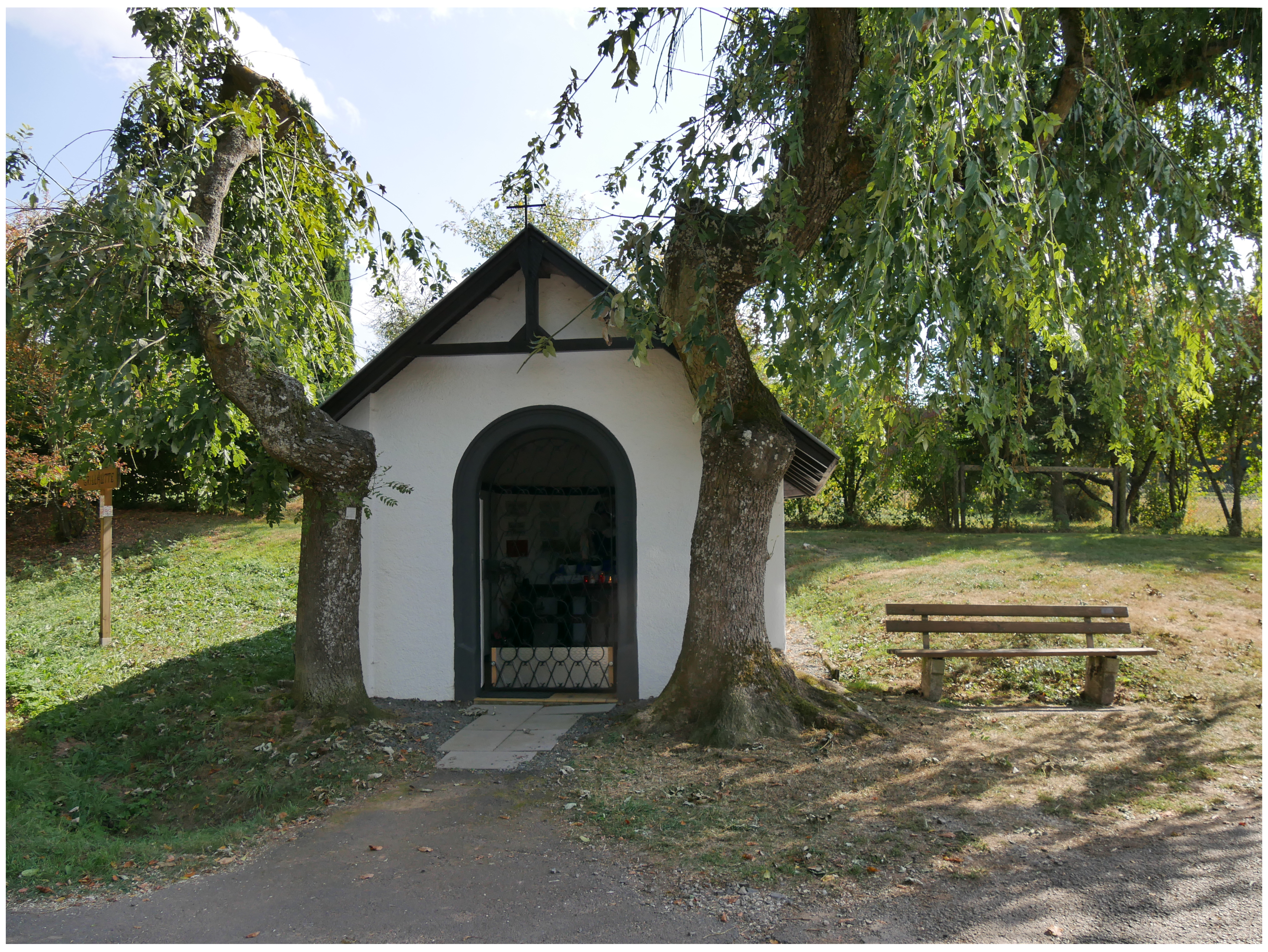
Großmannkapelle

Die Großmannkapelle steht an einer Wegkreuzung südöstlich von Gusenburg.
Die alte Weinstraße, die von der Mosel über den Lascheider Hof nach dem ausgestorbenen Ort Grenderich und weiter nach Wadrill führte, kreuzt südöstlich von Gusenburg den Weg nach Bierfeld / Sitzerath. An dieser Wegkreuzung standen vor 80 Jahren schon zwei Holzkreuze und ein Wegweiser. Um das Jahr 1910 muss es gewesen sein, als ein Pferdefuhrwerk der Familie Großmann im Unterdorf von Gusenburg an spielenden Kindern vorbeifuhr. Durch deren Lärm erschreckt, scheuten die Pferde und rannten mit den auf dem Wagen sitzenden Menschen in Richtung der oben genannten Wegkreuzung. In seiner Not versprach der Bauer, dort, wo das Gespann zum Halten käme, eine Kapelle zu errichten. Aus Dankbarkeit über den guten Ausgang baute die Familie dann der Schmerzhaften Muttergottes das Heiligenhäuschen. Zur Einweihung ging eine Prozession zu diesem Ort, und das Mädchen Angela Großmann trug die Statue in die Kapelle. Vor Jahren ließen die Eigentümer eine neue Tür anbringen und sorgen auch für die Unterhaltung des Frenzes-Kapellchens.

#### Grenderichkapelle
Am Nordwesthang der Grendericher Höhe liegt in 500 Meter Höhe eine Kapelle, die von den Gusenburgern und Grimburgern als gemeinsames Erbe betrachtet wird. Hier lag der alte Ort Grenderich, über den im Mittelalter der Domkustos der Trierer Domkirche die Grundherrschaft und die Gerichtsbarkeit besaß. Einige Jahrzehnte nach dem Jahre 1000 mag es gewesen sein, als Siedler auf der 1750 Hektar großen Gemarkung an zwei Stellen Rodungen in den Wald vortrieben, wodurch die Dörfer Sauscheid (ab 1932 Grimburg) und Gusenburg entstanden. 600 Jahre lang waren diese drei Orte auf Gedeih und Verderb miteinander verbunden, da machten im Dreißigjährigen Krieg über die Weinstraße ziehende Landsknechte das Dorf Grenderich zu einer Wüstung. Nur die alte Kirche blieb einsam auf der Feldflur stehen und wurde noch bis 1770 als Gotteshaus genutzt. Zehn Jahre später richtete sich der die Einsamkeit liebende Anton Becker aus Gusenburg in der verfallenen Kirche seine Klause ein.
Bis zum 24. August 1778 brachten die drei Dörfer über viele Jahrhunderte hinweg ihre Toten zum Grendericher Kirchhof. Nur einer der vielen Namenlosen hat örtliche Berühmtheit erlangt, der Dorhöllemann. Da er einen Meineid geleistet hatte, musste er nach seiner Beerdigung in Grenderich lange Zeit im Waldgebiet nach Bierfeld und Sitzerath zu als Geist Erwachsenen und Kinder das Fürchten lehren.
Bis zum Ersten Weltkrieg brachten Leute der beiden Nachbardörfer zur Osterzeit Palmzweige zu den noch sichtbaren Gräbern, die nach Osten ausgerichtet waren. Auch heute noch ist die 200 Jahre alte Kapelle des Einsiedlers Becker das Ziel von Prozessionen und Pilgern, die zu der von Josef Waschbüsch geschaffenen Schutzmantelmadonna gehen und auch das Andenken an das einstige Dorf Grenderich wachhalten.

### Wegkreuze
In Gusenburg stehen zwei Wegkreuze. Zum einen, ein auf 1906 datiertes Schaftkreuz aus Sandstein am nordöstlichen Dorfausgang am Rothenborn, bei dem als Vorlage wohl das Wegkreuz in der Schulstraße gedient haben mag. Im kantigen Pfeiler ist eine Nische eingearbeitet; der Korpus am Abschlusskreuz ist aus Metall.
Zum anderen ein auf 1849 datiertes schlichtes Schaftkreuz aus Sandstein in der Schulstraße, in dessen kantigem Pfeiler eine Nische eingearbeitet ist. Aus dem einfachen Kreuz ist der Korpus dreiviertelplastisch herausgearbeitet.
Siehe auch
- Liste der Kulturdenkmäler in Gusenburg

## Natur

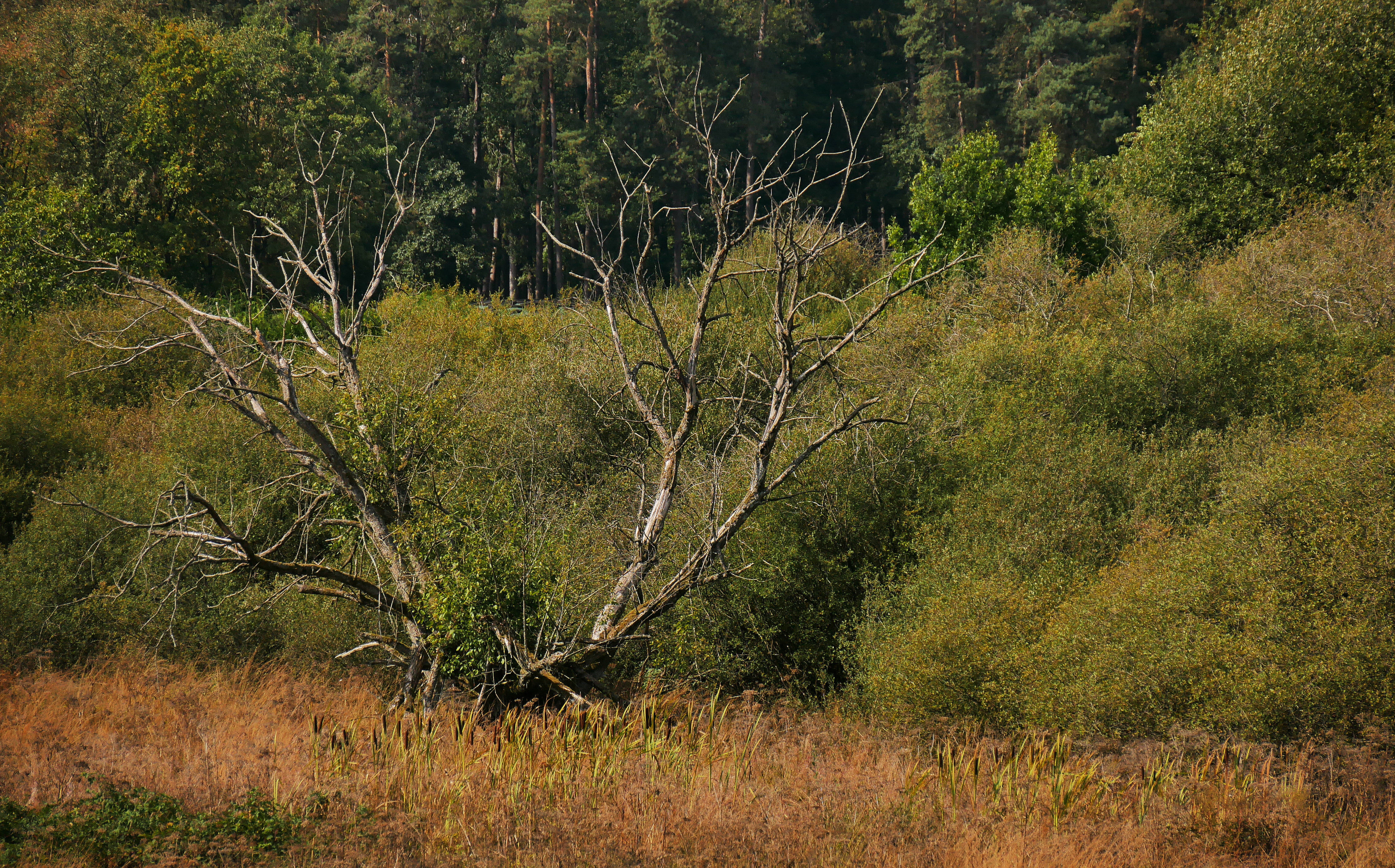
Rohrkolben und abgestorbene Bäume

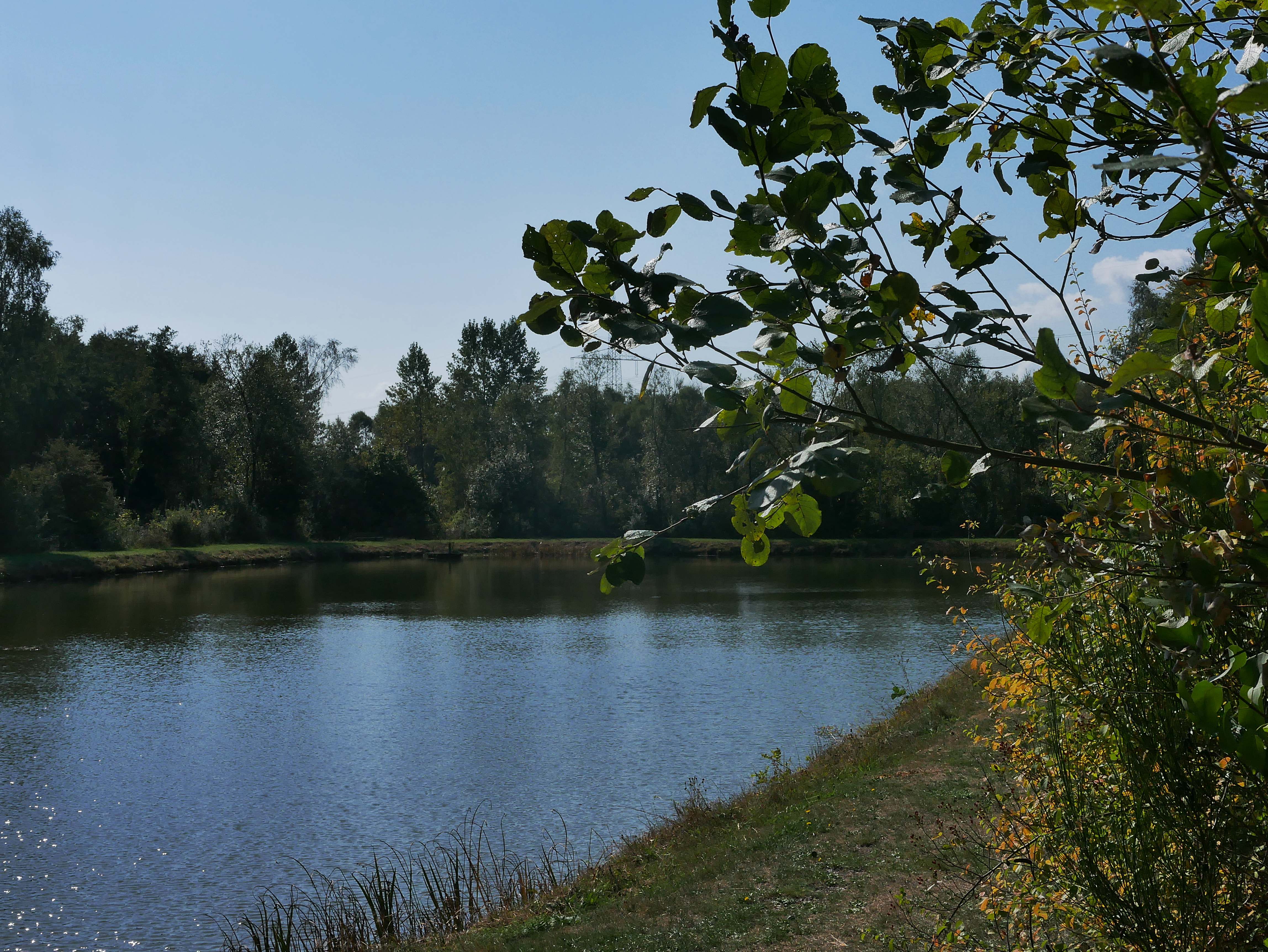
Angelweiher

Westlich des Ortes liegt das Naturschutzgebiet Eidenbruch. Es handelt sich um ein typisches Feuchtgebiet der Hunsrück-Hochfläche. Am Rande des Gebiets, aber außerhalb des Naturschutzgebiets, sind mehrere Wasserflächen, unter anderem ein Angelweiher.

## Vereine
- Der Kirchenchor Cäcilia wurde 1923 gegründet und ist somit der älteste, noch existierende Verein in Gusenburg.
- Der Musikverein Lyra Gusenburg wurde 1924 gegründet und nach dem Zweiten Weltkrieg 1956 wieder gegründet. Heute zählt er ca. 65 aktive Mitglieder. (Stand: Dezember 2022)[9]
- Die Freiwillige Feuerwehr Gusenburg wurde 1929 gegründet und verfügt momentan über 34 aktive Feuerwehrleute, darunter 4 Frauen. Die Freiwillige Feuerwehr Gusenburg verfügt über ein Tragkraftspritzenfahrzeug TSF-W (MB Vario 613) und ein Mehrzweckfahrzeug MZF 1 (Ford Transit mit Pritsche). Im Jahre 1985 wurde die Jugendfeuerwehr Gusenburg gegründet, die sich zurzeit aus 9 Jugendlichen zusammensetzt (5 Jungen, 4 Mädchen). (Stand: 2024)[10]
- Die Chorgemeinschaft „Friede“ wurde 1929 gegründet.
- Der Sportverein Blau-Weiß Gusenburg wurde 1946 gegründet. Überregional bekannt wurde er durch seine frühere Frauen-Fußballmannschaft, die von 1996 bis 1998 und in der Saison 2001/02 der Regionalliga Südwest angehörte. In der Saison 2001/02 bekam sie 102 Gegentreffer, was Ligarekord bedeutete. Die 1. Herrenmannschaft der Spielgemeinschaft Gusenburg/Grimburg spielt in der B-Klasse. (Stand: November 2024)[11]
- Der VdK Gusenburg/Grimburg wurde 1949 gegründet.
- Die Reservisten-Kameradschaft wurde 1972 gegründet.
- Der Jugendclub Kolping wurde 1974 gegründet.
- Die Frauengemeinschaft wurde 1974 gegründet.
- Die Natur- und Angelfreunde Gusenburg wurden 1983 gegründet.
- Der Karnevalsverein Die Schlauhausener wurde 1983 gegründet.
- Die Tennisfreunde Gusenburg wurden 1986 gegründet.
- Der Schachclub Gambit Gusenburg e. V. wurde 1986 gegründet und hat ca. 50 Mitglieder, davon sind 30 aktiv. Die erste Mannschaft schaffte in der vergangenen Saison den Klassenerhalt in der 2. Rheinland-Pfalz-Liga (Nord). Die zweite Mannschaft stieg aus der Bezirksliga ab. Die dritte und die vierte treten jeweils in der B-Klasse an.[12] (Stand: Mai 2023)

- Der Lanz-Club Gusenburg wurde 1988 gegründet. Er zählt ca. 46 Mitglieder. (Stand: Oktober 2018)[13]
- Der Wanderverein Schwarzwälder Hochwald wurde 1989 gegründet.
- Der 1. FC Kaiserslautern-Fanclub Wild Boar wurde 1991 gegründet.

## Verkehr
Gusenburg liegt an der Landesstraße 147. Etwa ein Kilometer östlich verläuft die A 1, die nächste Anschlussstelle ist Hermeskeil.

## In Gusenburg geboren
- Mathias J. Alten (1871–1938), deutsch-amerikanischer Maler